# Louis von Arnim

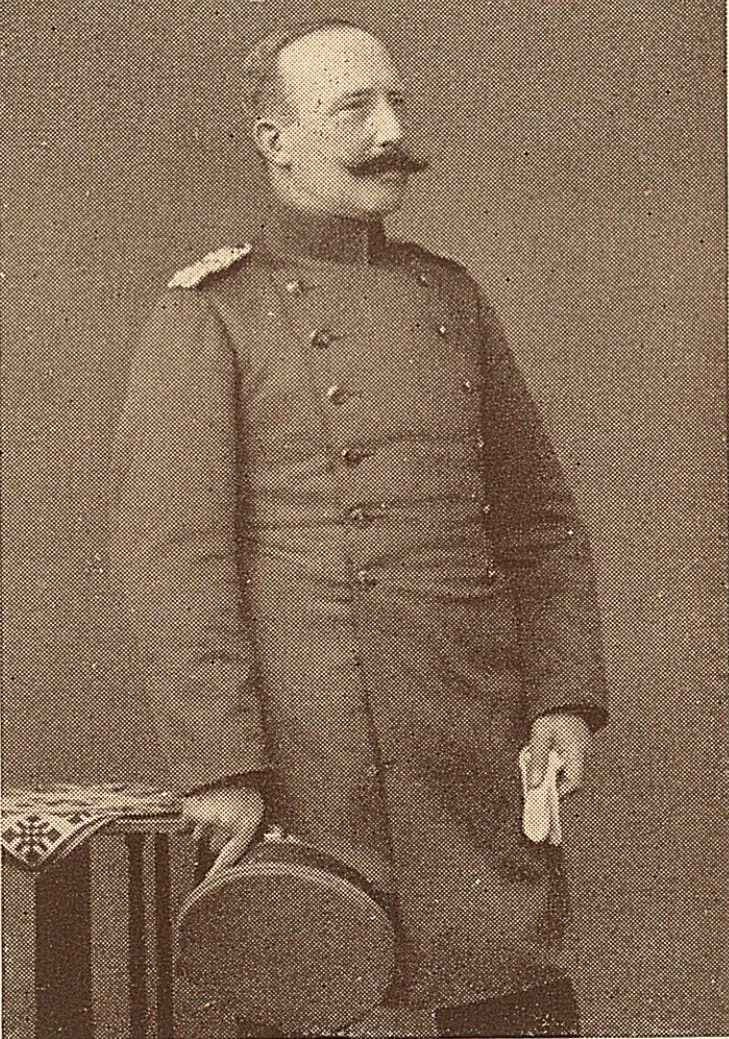
Oberst Louis von Arnim, 1914

Louis Carl Friedrich Wilhelm von Arnim (* 23. Januar 1861 in Groß Lüsewitz; † 26. August 1914 gefallen bei Solesmes) war ein preußischer Oberst und Kommandeur des Anhaltischen Infanterie-Regiments Nr. 93.

## Leben

### Familie
Louis von Arnim entstammte dem Adelsgeschlecht von Arnim. Er war ein Sohn von Karl von Arnim (1824–1875) und dessen Ehefrau Auguste von Jasmund (1833–1911).

### Karriere
Louis von Arnim wurde vom Kadettenkorps am 18. Februar 1878 als charakterisierter Portopeefähnrich in das Jäger-Bataillon 14 angestellt. Am 24. Oktober 1878 wurde er hier zum Portopeefähnrich befördert.
Vom Jäger-Bataillon 14 wurde er unter der zeitgleichen Beförderung zum Hauptmann Ende September 1893 als Kompaniechef in das Jäger-Bataillon 3 kommandiert.
Am 8. September 1913 wurde er Kommandeur des Anhaltischen Infanterie-Regiments Nr. 93. Bei der Schlacht von Le Cateau am 26. August 1914 wurde er von einer Schrapnell getroffen und starb auf der Stelle. Sein Nachfolger wurde Major Balcke. Er war der höchstrangige Offizier beider Seiten, der bei der Schlacht gefallen ist. Er wurde auf dem Friedhof Clary beerdigt.

### Familie
Am 2. Mai 1890 heiratete er in Schwerin Paula von Behr-Negendanck (1871–1918), mit ihr hatte er zwei Kinder:
- Auguste von Arnim (1891–1949): Johanniterschwester in Doberan
- Jürgen von Arnim (1892–1893)